# ميلبرغ
ميلبرغ (بالألمانية: Mailberg) هي بلدة في مقاطعة هولابرون في النمسا السفلى.